# Sicyonia bispinosa
Sicyonia bispinosa är en kräftdjursart som först beskrevs av De Haan 1849.  Sicyonia bispinosa ingår i släktet Sicyonia och familjen Sicyoniidae. Inga underarter finns listade i Catalogue of Life.